# 欧文斯维尔 (印第安纳州)
欧文斯维尔（Owensville）是美国印第安纳州吉布森縣蒙哥馬利鎮區下的城镇，2000年普查时人口为1322。镇上一共523户人家，32.9%住戶有小孩。10.3%的家庭是女户主且無男性同住。65岁以上的人佔21.9%。